# بوكستهوده
بوكستهوده (بالألمانية: Buxtehude) هي بلدة ألمانية تقع في ألمانيا في شتاده. يقدر عدد سكانها بـ 39,642 نسمة .

## المدن التوأمة
مدن بلانياك وريبنيتس-دامغارتن هي مدن توأمة لـبوكستهوده.

## أعلام
- يورغن كوربيون
- أليكسندر نوري
- هاينز كورن
- إميلي بولك
- نيلس فينتر